# Monumento a Perpetuidad

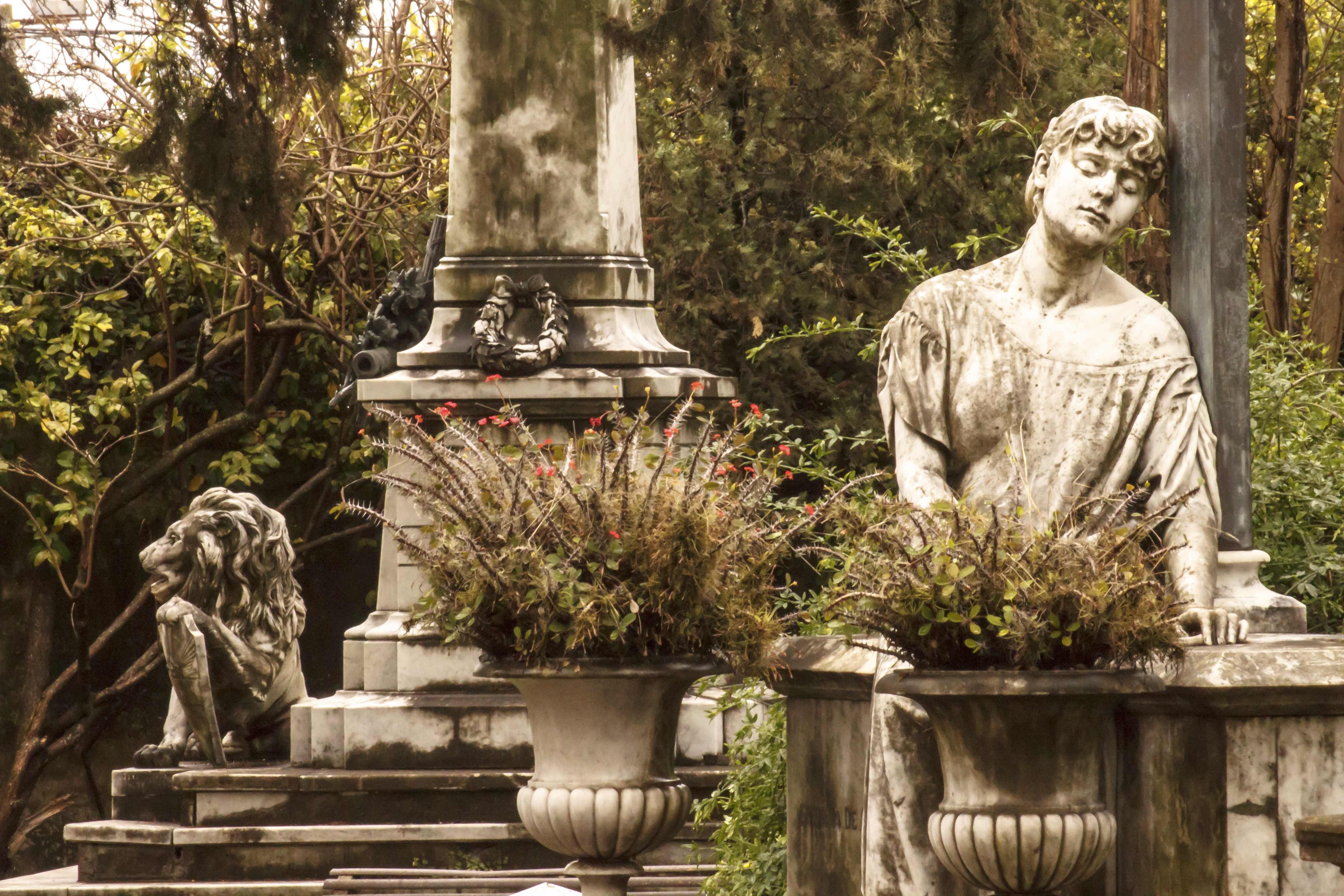
Panteones de los caídos en la Revolución del Quebracho y de la familia Horta.

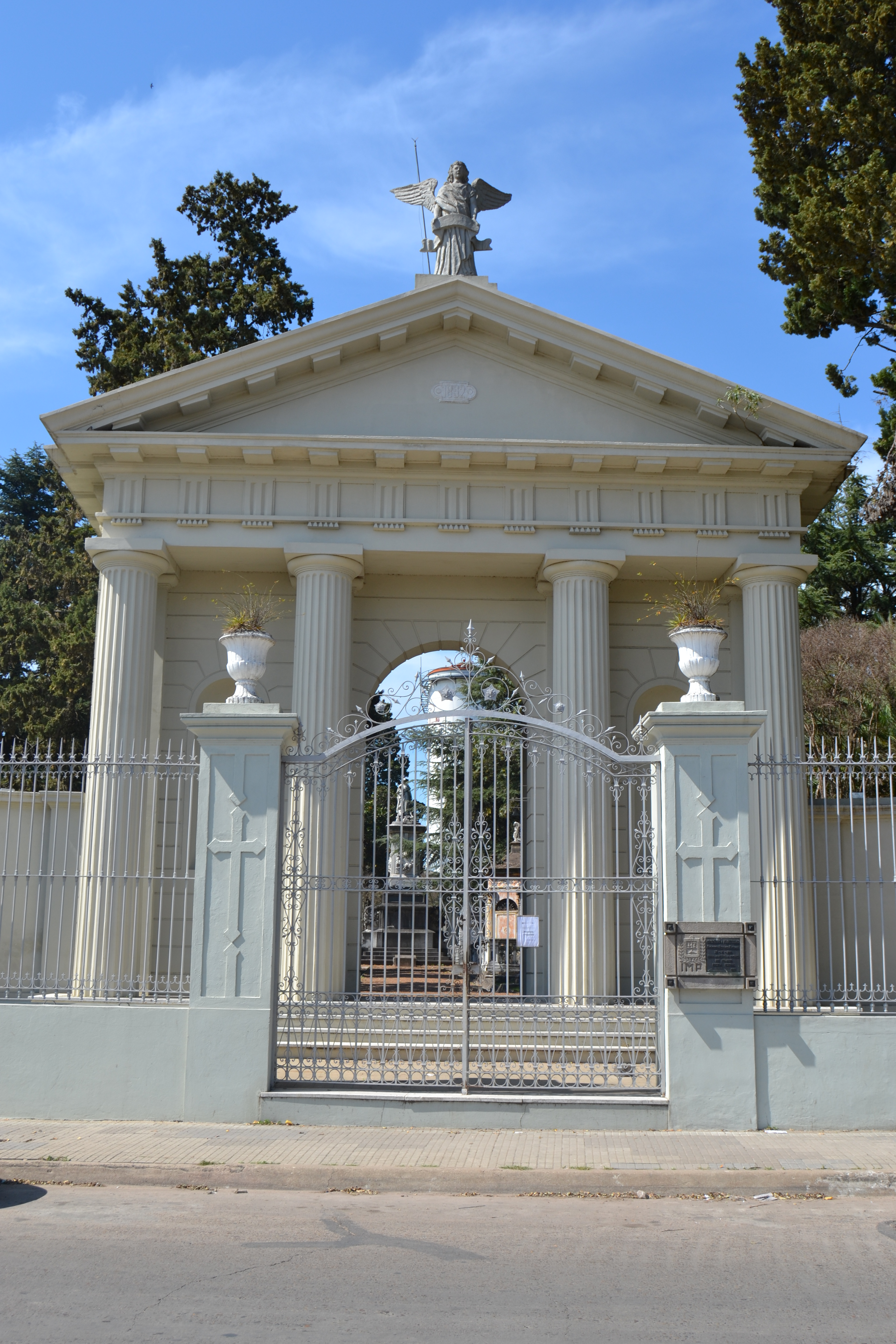
Entrada al cementerio.

El Monumento a Perpetuidad o «cementerio viejo» está ubicado en la ciudad de Paysandú, capital del departamento homónimo, en Uruguay. Es un antiguo cementerio público, en desuso desde 1881, que en 2004 fue declarado monumento histórico nacional por su valor artístico e histórico.

## Historia
Sin conocer de actas de defunción el predio que hoy ocupa el Monumento a Perpetuidad inicia sus prácticas funerarias desde 1835 hasta aproximadamente 1853, momento en que se oficializa como Cementerio Público, con el fin de sustituir al antiguo camposanto en el área que ocupaba la parroquia de Paysandú, frente a la Plaza Constitución. La capilla, de estilo neoclásico con elementos neogóticos, se construyó en 1858 bajo la dirección del maestro de obras Francisco Poncini, fue consagrada en 1861 y reformada en 1908. Poncini también dirigió la construcción de otros edificios importantes de Paysandú: la Basílica de Nuestra Señora del Rosario y San Benito de Palermo, el teatro Florencio Sánchez, la casa de Félix Horta, el cementerio nuevo (actual cementerio Central de Paysandú) y los edificios de la jefatura de policía y de la Aduana. Junto con su hermano Bernardo Poncini, dirigió la construcción del panteón nacional en el cementerio Central de Montevideo.
Debido a su ubicación céntrica, a siete cuadras de la plaza principal, el 19 de octubre de 1867 la Junta Económico Administrativa de Paysandú, presidida por Ambrosio Castaret, dispuso el cierre de este cementerio por razones de salubridad pública y en beneficio del desarrollo urbano de la ciudad. Para sustituirlo, la Junta convocó a propuestas para la construcción de otro cementerio. En noviembre del mismo año la Junta eligió la propuesta de Francisco Poncini y Compañía para la edificación a 3,5 km del centro urbano del entonces llamado cementerio Nuevo, hoy conocido como cementerio Central. Los restos se trasladaron de un cementerio a otro por cuenta de la Junta, en una ceremonia pública realizada en un día de difuntos.
El 2 de diciembre de 1881 fue declarado Monumento Público Departamental a Perpetuidad (ley 1555), a iniciativa del filántropo Luis Galán y Rocha, quien presidió la Junta Económico Administrativa a partir de 1866 y donó el asilo, que posteriormente se convertiría en el hospital de Paysandú. En ese entonces ya era conocido como el «cementerio viejo» de la ciudad. 
En 1887, Galán y Rocha encargó al agrimensor José M. Guerrin la tarea de planificar y ejecutar un paseo jardín en el cementerio, al estilo de las modernas necrópolis europeas de la segunda mitad del siglo XIX. Como parte del proyecto se importaron materiales y esculturas, principalmente de Italia.
El 29 de enero de 2004 fue declarado Monumento Histórico Nacional.

## Descripción
La entrada es un pórtico de estilo grecorromano con cuatro columnas de orden corintio. Sobre el capitel se colocó una estatua de un ángel con las alas desplegadas en actitud de bienvenida. El predio está parquizado y tiene varios ejemplares de cipreses, jacarandás, espumillas, fresnos, palmeras, pinos de distintos tipos y robles.

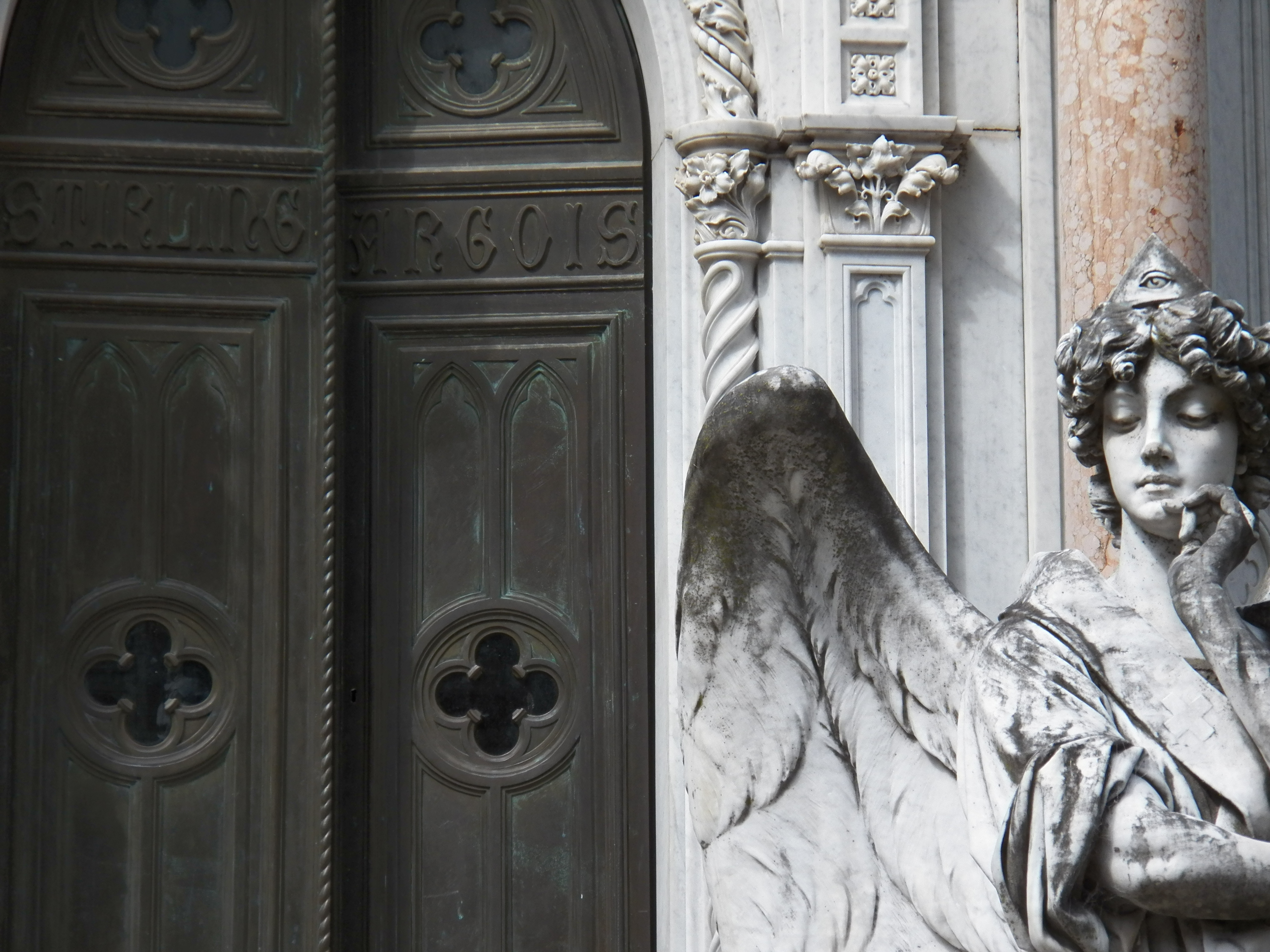
Estatua del arcángel Uriel, la representación del ojo de Dios es visible en la corona.

Se caracteriza por la presencia de monumentos mortuorios representativos del arte funerario del siglo XIX, en la forma de estatuas, bustos y relieves. Las figuras alegóricas que predominan son de ángeles y de representaciones de la muerte, escenas de dolor, el paso del tiempo, la fe, etc. También están presentes símbolos masones y católicos, como la representación del ojo de Dios es visible en la corona de la estatua de un ángel, que se hace presente en el arcángel Uriel.
El mármol de Carrara, el bronce y el granito (rosado y gris) son los elementos más comunes en los monumentos, en su mayoría esculpidos por escultores italianos radicados en Uruguay u ordenadas por catálogo e importadas desde Italia. Entre ellos el marmolista genovés Juan Azzarini, el escultor y arquitecto Giovanni del Vecchio, Santo Sacommano y José Livi, autor de la estatua de la Paz en la plaza Cagancha de Montevideo.
Cuenta con cerca de 80 panteones y nichos, muchos de ellos correspondientes a personas de los sectores más pudientes del siglo XIX en Paysandú (militares, políticos, profesionales, familias de hacendados y comerciantes, etc). La primera sepultura fue la de Magdalena Capelo de Barandó en 1840. En el centro del predio está el panteón familiar de Luis Galán y Rocha, obra de Juan Azzarini en 1907.
Los restos de varios de los caídos en la defensa de Paysandú fueron depositados en el osario común. El cadáver de Leandro Gómez también fue arrojado allí por quienes lo fusilaron, pero el médico y filántropo Vicente Mongrell rescató el cuerpo para embalsamarlo y sacarlo de la ciudad ocupada.
Se destaca también el monumento a los Servidores de la Patria o al Soldado Desconocido, rodeado de una balaustrada, representa a un soldado anónimo sobre un pedestal, sin identificaciones de ningún tipo. Fue obra de Giovanni del Vecchio en 1897, al igual que el monumento a los caídos en la revolución del Quebracho, entre el 30 y el 31 de marzo de 1886, que consta de una escalinata de mármol sobre la que se apoya una pirámide en granito que en su base tiene un león en tamaño natural y una corona de laurel y palmas.
Otros monumentos importantes son el dedicado a Vicente Mongrell (diseñado por Morelli y realizado en mármol por Eugenio Perizzutti); el panteón del coronel Pedro Ribeiro, jefe político de Paysandú y caído en la defensa de la ciudad (construido por Poncini, con medallón de mármol por José Livi); el mausoleo dedicado al matrimonio de Nicolasa Argois y Manuel Stirling, político colorado, estanciero, juez de sección y fundador del hipódromo local (para su construcción por parte de Del Vecchio en 1891 se destinaron más de 50 toneladas de mármol de Carrara); el monumento al médico y filántropo Manuel Adolfo Olaechea (por del Vecchio), una urna con los restos mortales sobre una columna de mármol de línea egipcias a cuyo pie un ángel anciano representando a la muerte descansa apoyado en su guadaña; el panteón de la familia Apotheloz (por del Vecchio) en bronce y granito rosado y gris; la tumba del patriota artiguista y alcalde de Paysandú Tomás Paredes y familia (cuya construcción original fue destruida en un tornado en 1887); la sepultura de Josefa María de Lavalleja (hermana de Juan Antonio Lavalleja); el sepulcro de Felipe Argentó, otro de los defensores de Paysandú; la tumba del comerciante español Miguel Horta (por Saccomano) y los monumentos al capitán Eusebio Francia (de 1894, por del Vecchio en mármol de Carrara), combatiente en las guerras de independencia de la región; y a los diez hermanos Francia, muertos durante los primeros meses de la guerra Grande en 1839, en la misma acción militar.

## Galería de imágenes

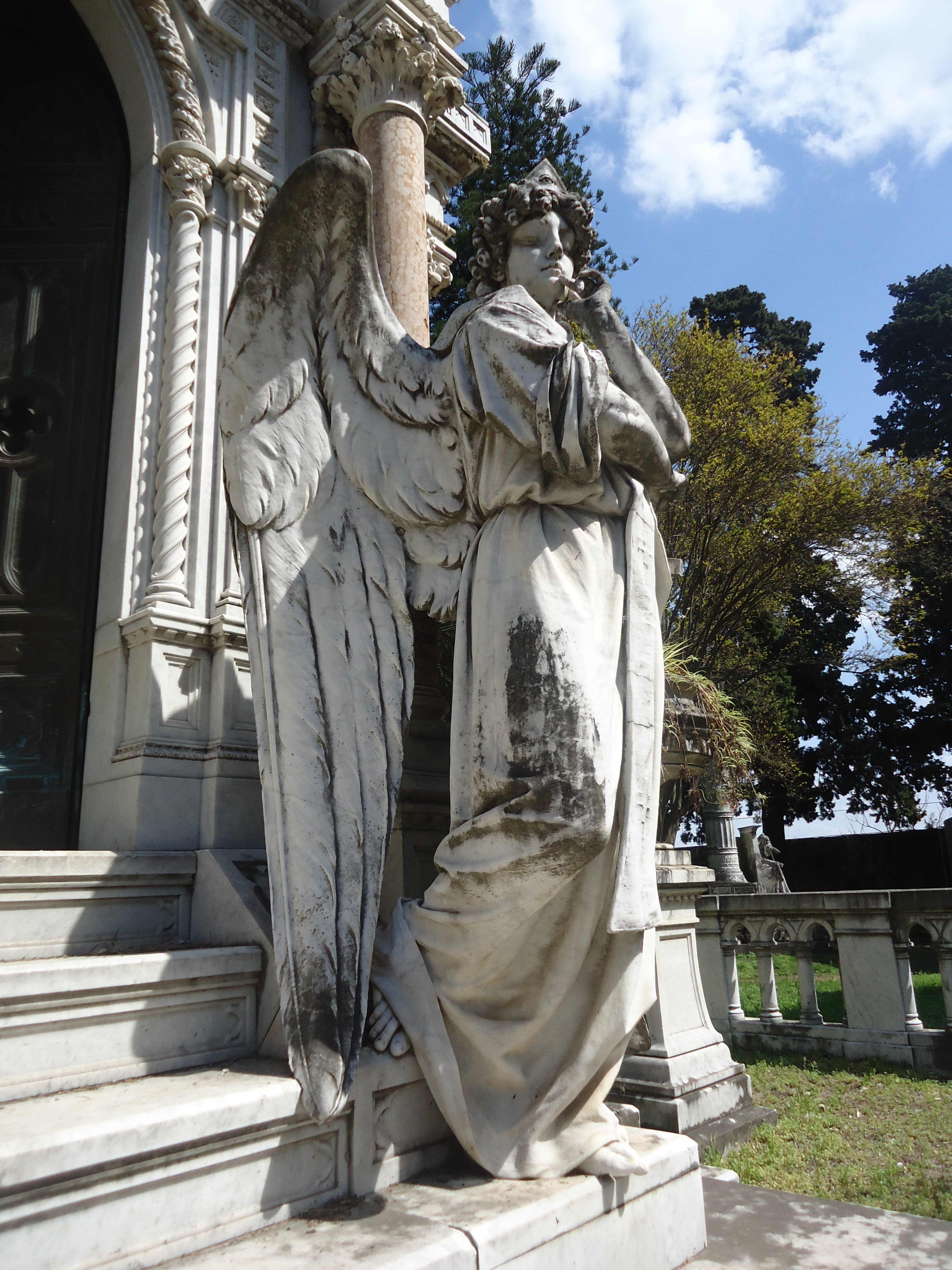
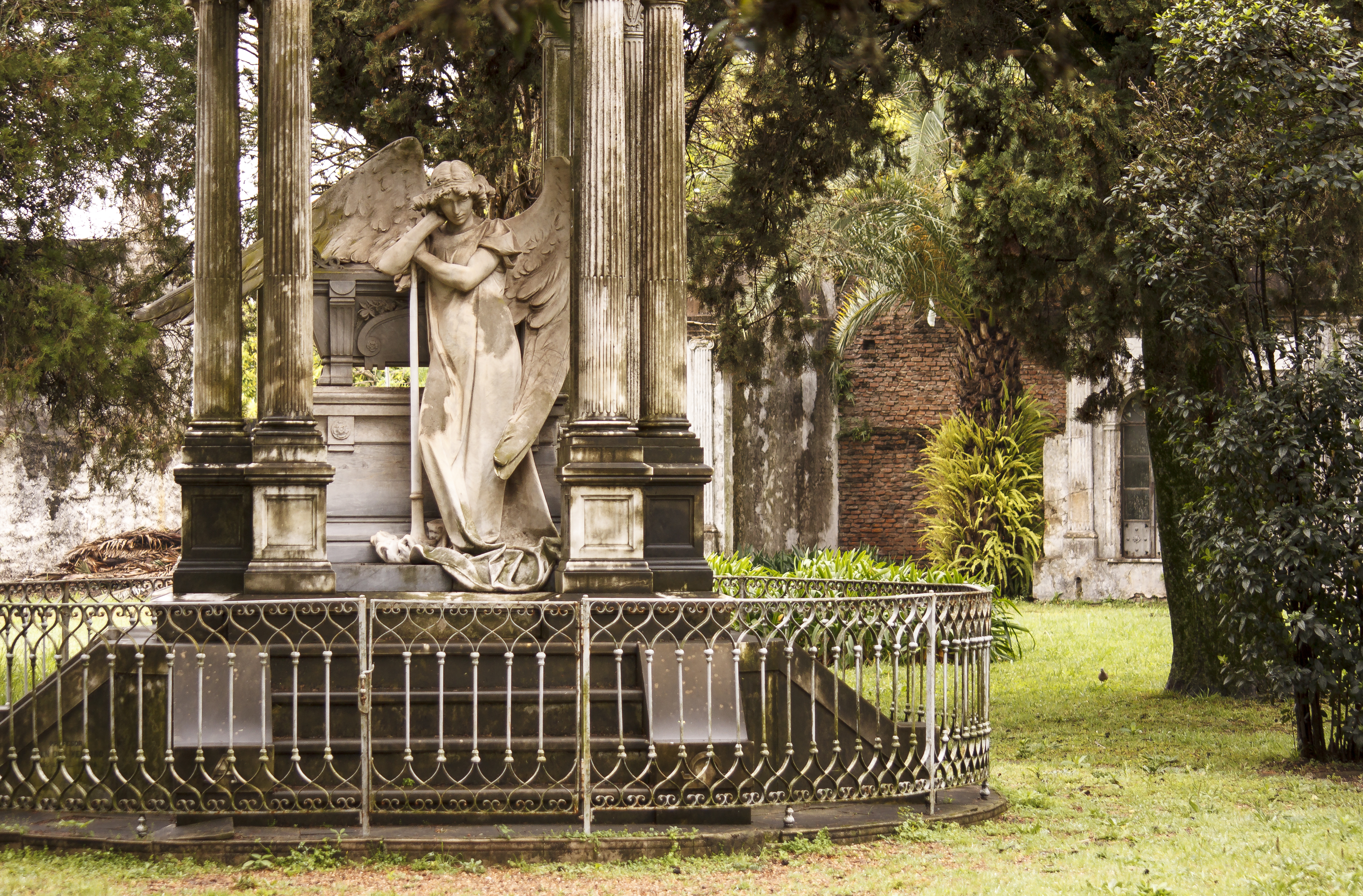
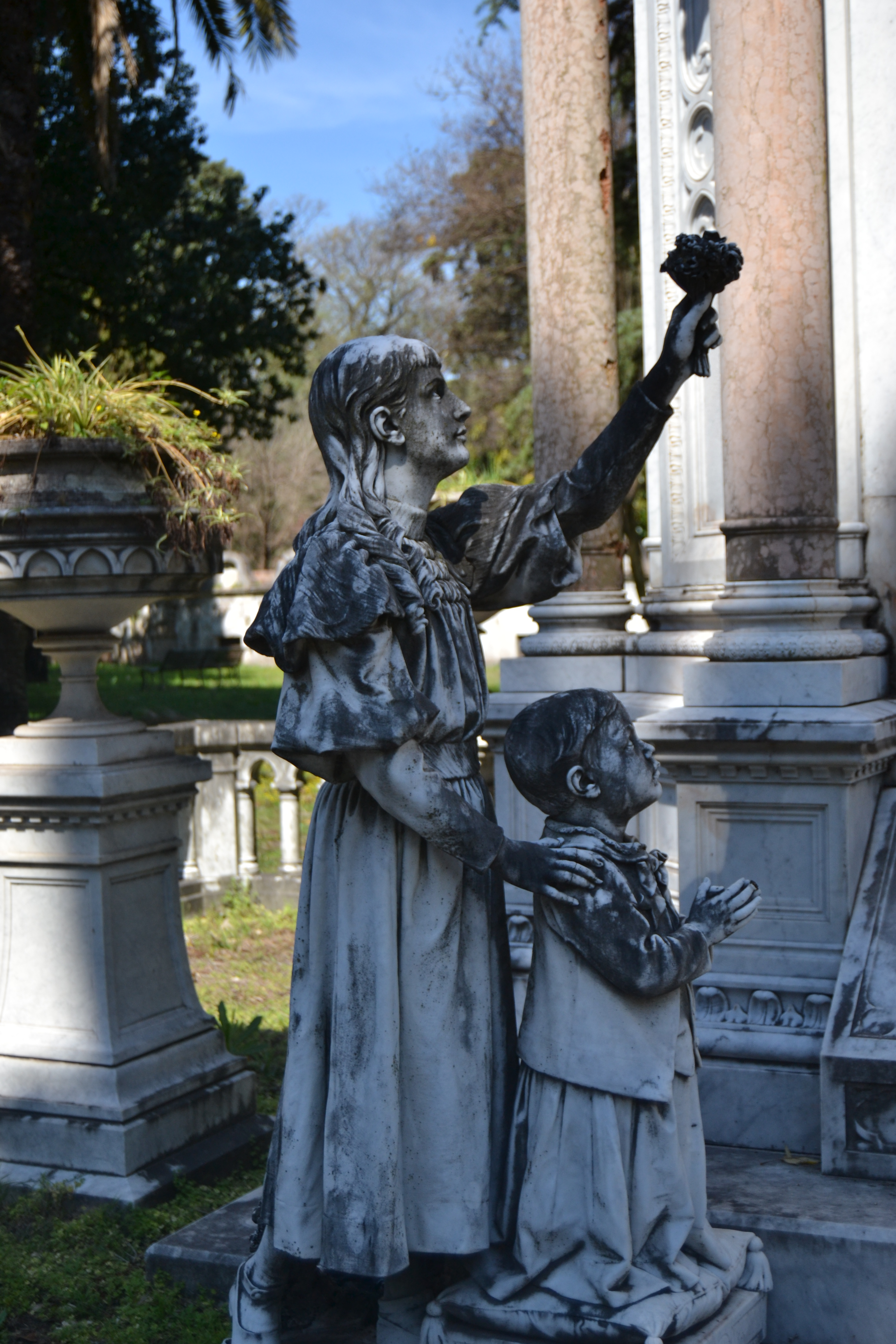
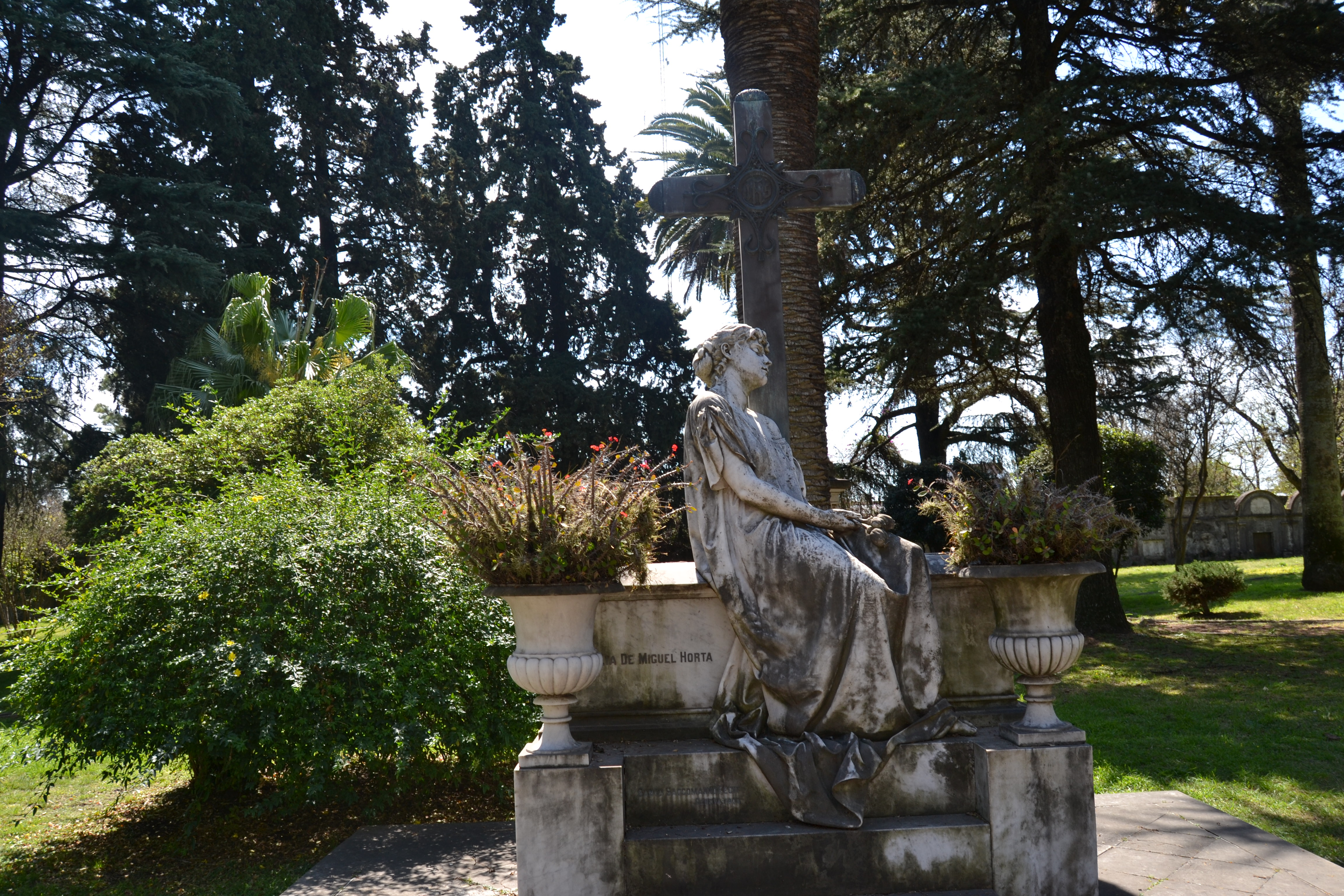
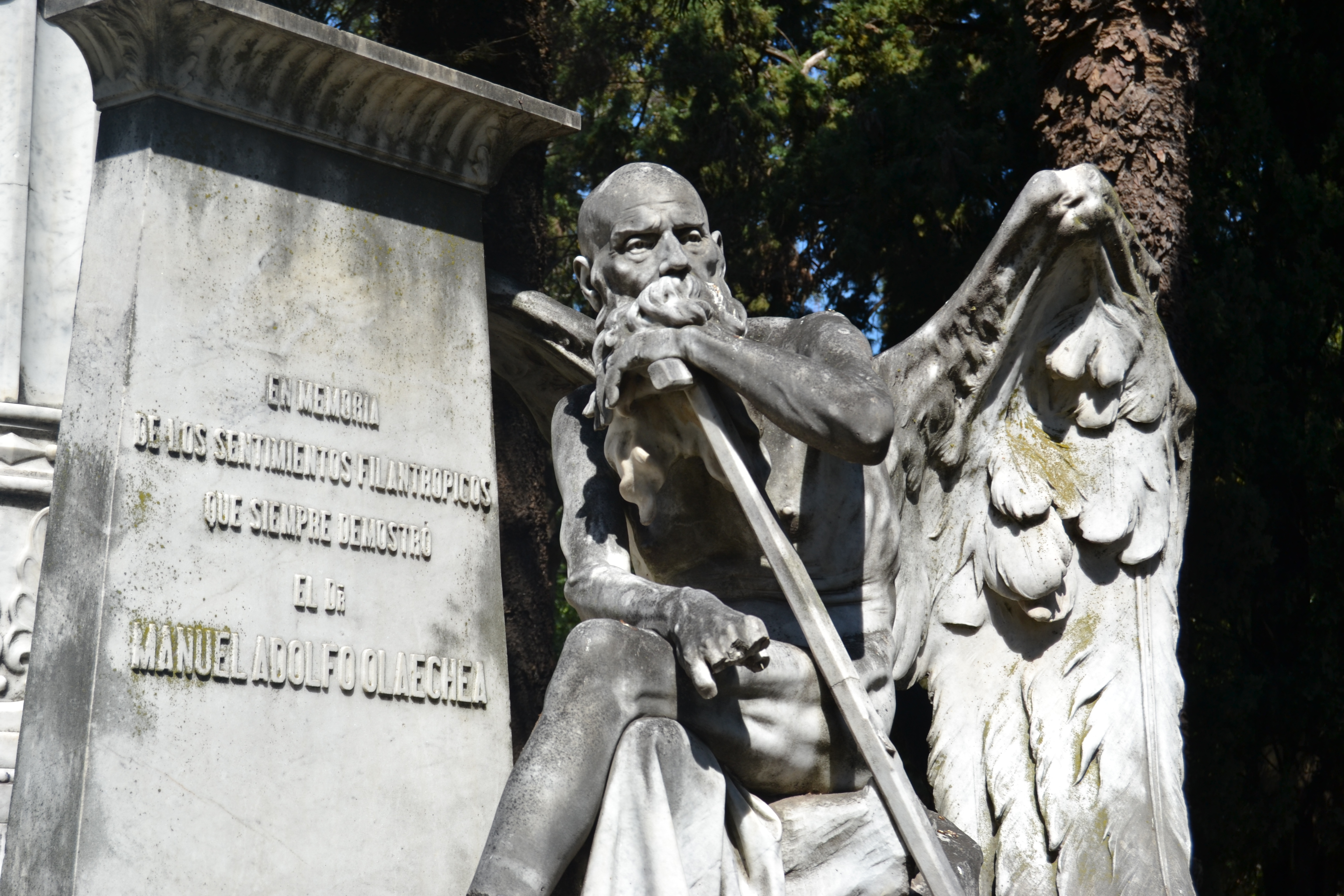
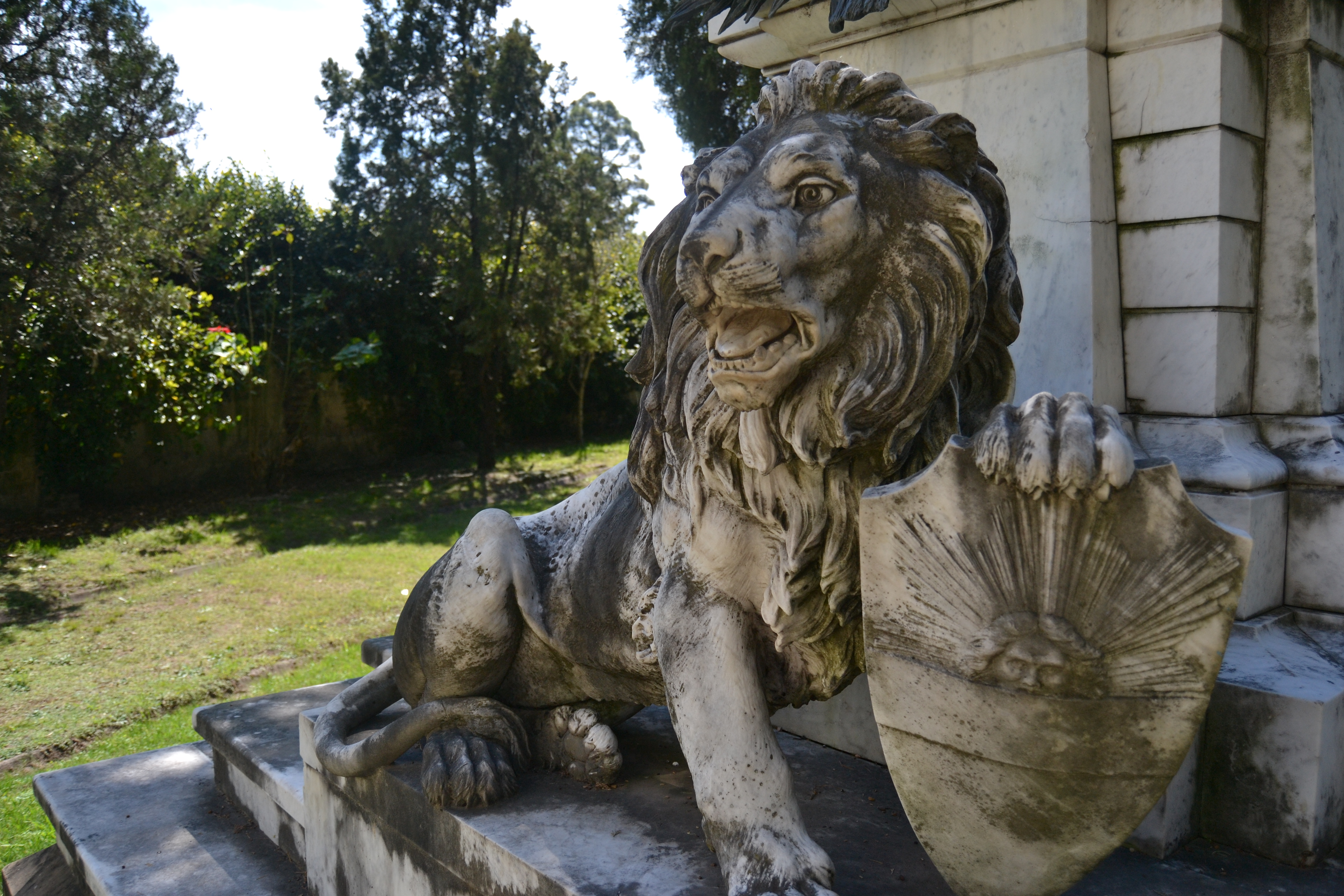